# HD27883
HD27883 — хімічно пекулярна зоря спектрального класу A3, що має видиму зоряну величину в смузі V приблизно 8,5.
Вона  розташована на відстані близько 791,6 світлових років від Сонця.